# 阿特姆·費德茨基
阿特姆·費德茨基（烏克蘭語：Артем Андрійович Федецький；1985年4月26日—）是一位烏克蘭足球運動員，在場上的位置是右後衛。他在2012年至2016年效力於烏克蘭足球超級聯賽球隊第聶伯羅彼得羅夫斯克足球俱樂部。他也代表烏克蘭國家足球隊參加比賽。